# Onayena (Wahlkreis)
Onayena ist ein Wahlkreis in der Region Oshikoto im Norden Namibias. Verwaltungssitz ist die gleichnamige Ansiedlung Onayena. Der Wahlkreis hat (Stand 2023) 16.700 Einwohner, die auf einer Fläche von 475 Quadratkilometer leben.

## Wahlen
| Wahl | Name          | Partei | Stimmenanteil |
| ---- | ------------- | ------ | ------------- |
| 1992 |               |        |               |
| 1998 | Marx Nekongo  | SWAPO  | o. W. 1       |
| 2004 | Marx Nekongo  | SWAPO  | 98,2 %        |
| 2010 | Marx Nekongo  | SWAPO  | 98,6 %        |
| 2015 | Iyambo Ndongo | SWAPO  | o. W. 1       |
| 2020 | Mateus Kamati | SWAPO  | 80,9 %        |